# Tiarapsylla bella
Tiarapsylla bella är en loppart som beskrevs av Johnson 1956. Tiarapsylla bella ingår i släktet Tiarapsylla och familjen Stephanocircidae. Inga underarter finns listade i Catalogue of Life.